# Эпипремнум золотистый
Эпипре́мнум золотистый (лат. Epipremnum aureum) — лиственное вьющееся растение, вид рода Эпипремнум (Epipremnum) семейства Ароидные (Araceae). По одним источникам это самостоятельный вид, другие же источники не выделяют его из вида Epipremnum pinnatum (Эпипремнум перистый).
Растение происходит из Французской Полинезии, расположенной в центре южной части Тихого океана. Как декоративное растение культивируется по всему свету. Выращивается в том числе гидропонным методом.

## Название
В литературе по комнатному садоводству данный вид может фигурировать и под множеством других названий: Scindapsus aureus (Сциндапсус золотистый, или просто Сциндапсус), Pothos aureum (Потос золотистый, или просто Потос), Raphidophora aurea (Рафидофора золотистая), Epipremnum pinnatum 'Aureum'.
Вид назван золотистым благодаря своей окраске: золотисто-жёлтые пятна и полосы хаотично разбросаны по поверхности листа.

## Ботаническое описание
Травянистое многолетние растение с лазающими при помощи придаточных корней стеблями. Размер растения 100–200 см.
Листья цельно сердцевидные, 10–15 см длиной, кожистые, зелёные с золотистым оттенком. В тени менее окрашены в жёлтые тона, чем на солнце.
Растение способно аккумулировать воду из влажного воздуха и выделять её в виде капелек на кончиках листвы. Обладая способностью улавливать формальдегид и другие летучие газы из воздуха, токсичные для человека (исследование НАСА «Чистый воздух»), является необходимым растением для поддержания благоприятной среды в помещениях — особенно в крупных мегаполисах.

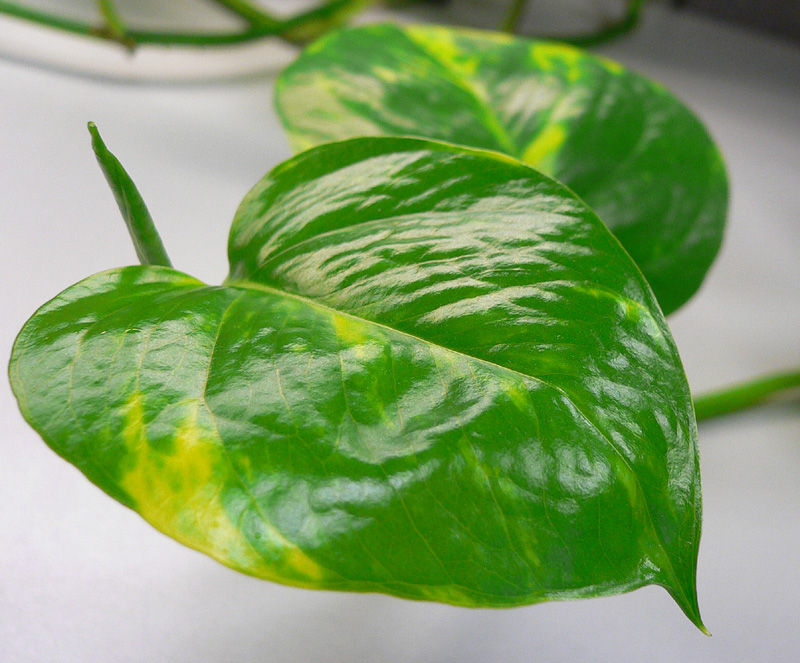
Лист
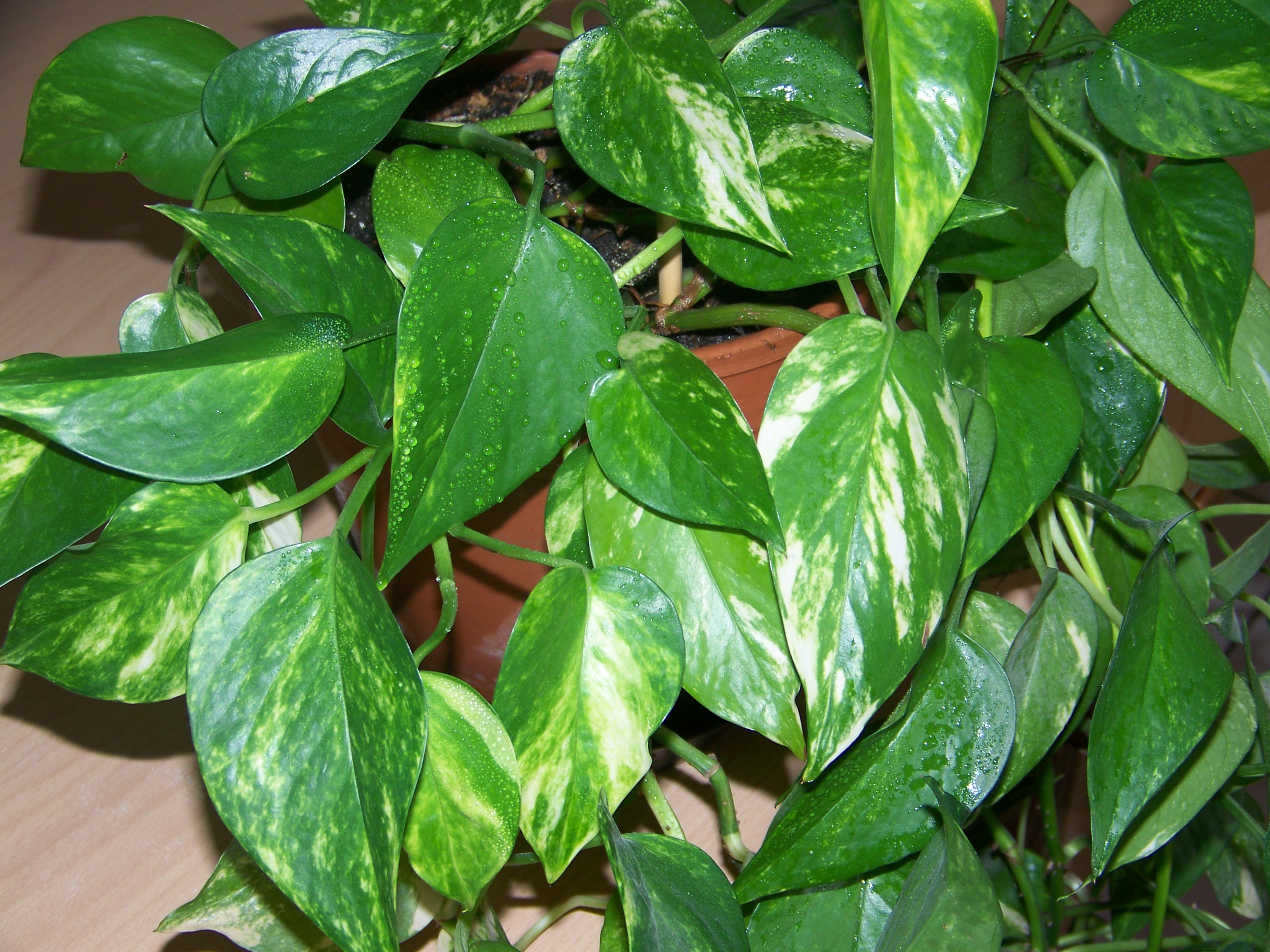
Выращивание в цветочном горшке
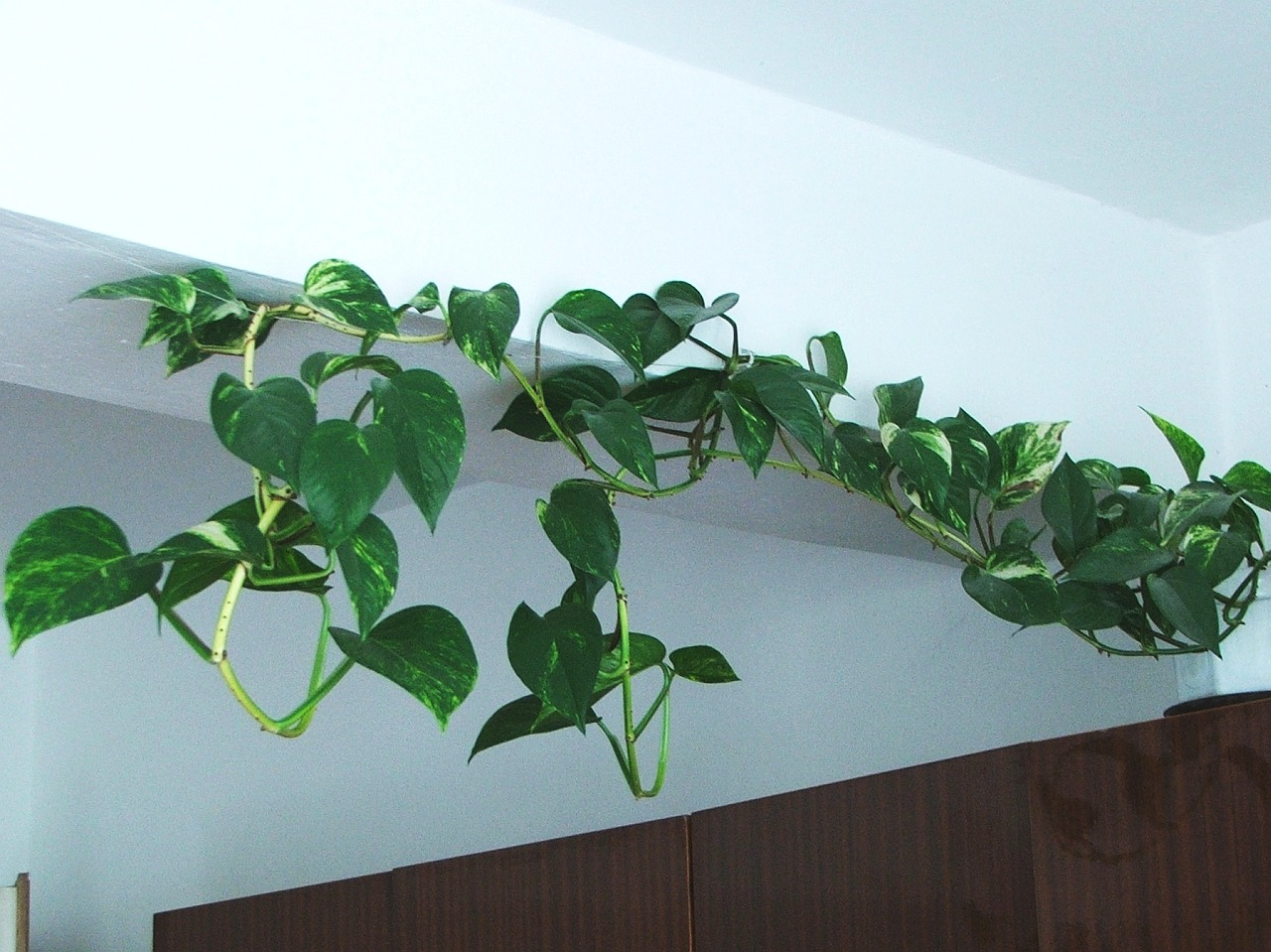
Декорирование помещения
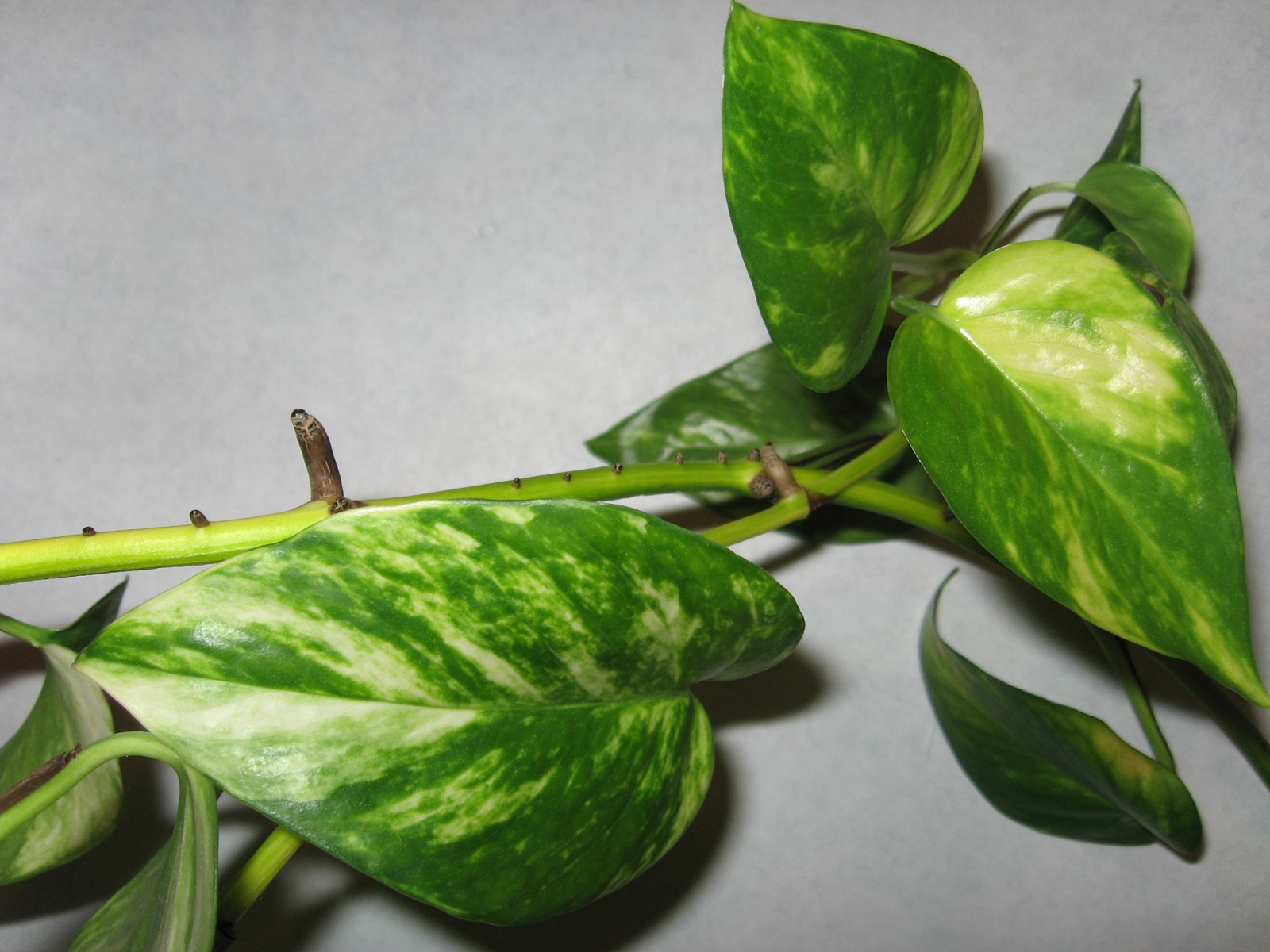
Придаточные корни

## Выращивание

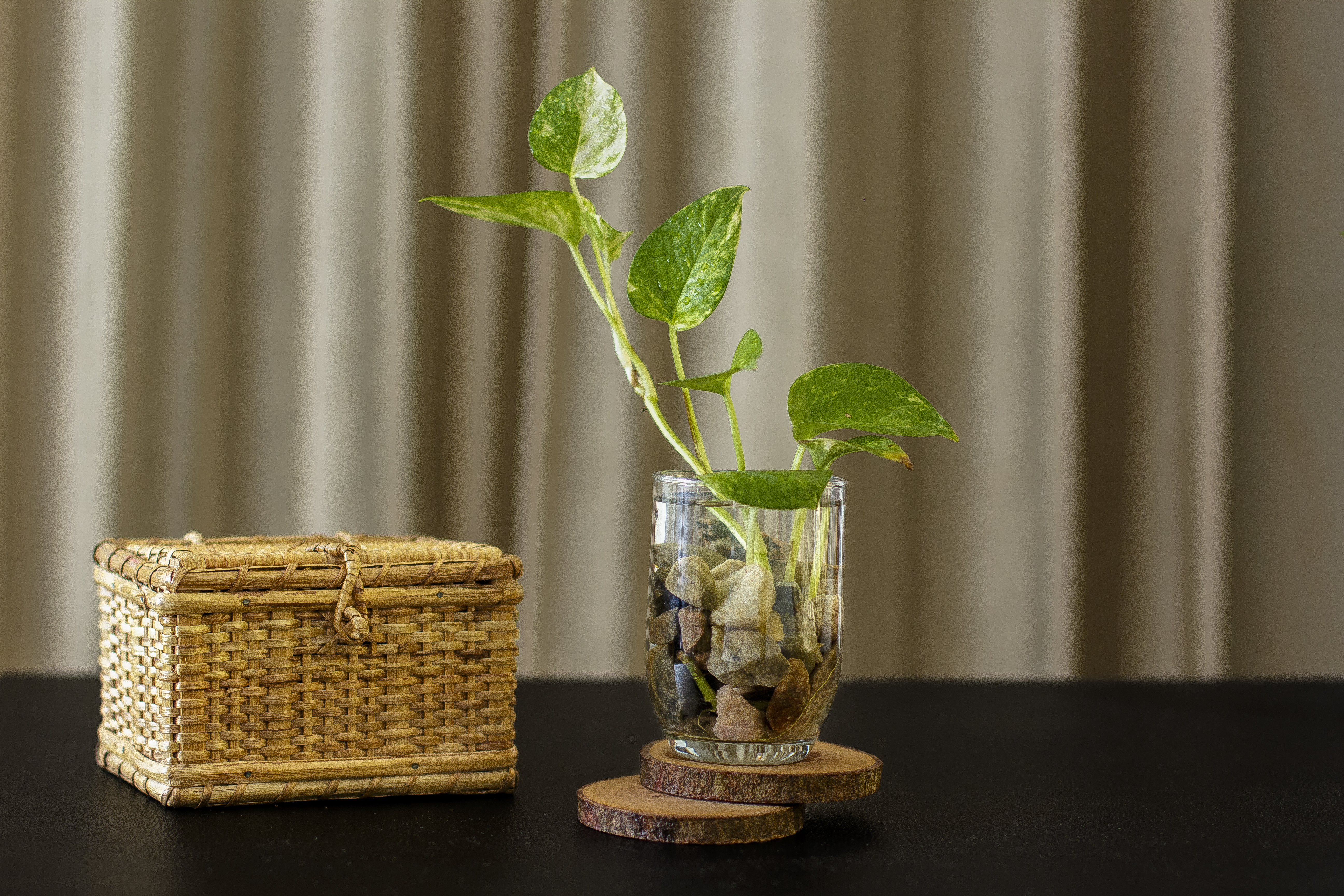
Растение в небольшой стеклянной вазе

В условиях комнатного выращивания с помощью обрезки можно в течение длительного времени поддерживать ювенальную форму, в этом виде он больше похож на куст, чем на лиану, длина листьев не превышает 10 см, черешки остаются короткими.
Растения теплолюбивы. Лучше всего содержать при температуре 20–25 °C даже зимой. Ни в коем случае температура не должна опускаться ниже +15 °C, иначе на листьях будут появляться коричневые пятна. Идеальная температура почвы круглый год около +22 °C. Полив круглый год умеренный, мягкой отстоянной водой, когда субстрат внутри немного подсохнет. Зимой, при прохладном содержании полив сокращают. Застойная влага в сочетании с низкой температурой крайне опасна для растения и приводит к загниванию корней. При слишком обильном поливе, растения с нижней стороны листа способны выделять капельки влаги, иногда эти участки коричневеют.

## Токсичность
Растение является токсичным для кошек и собак.